# スイングジャーナル
『スイングジャーナル』（Swing Journal）は、スイング・ジャーナル社から出版されていた、主にジャズを専門とした月刊音楽雑誌。1947年に創刊され、約63年間海外の作品などをいち早く紹介するなど戦後日本のジャズ文化をリードしてきたが、2010年に休刊した。
本誌の取り上げる音楽家やレコードなどの評論には定評があり、「スイングジャーナル・ジャズディスク大賞」なども発表していた。またオーディオ機器の評価記事も充実していた。日本のジャズ界の発展に大きく貢献した人に対して贈られる南里文雄賞も主催していた。
「別冊スイングジャーナル」と言う形で、音楽やオーディオ機器のムック本も多数、企画・出版していた。
ローリング・ストーンズのチャーリー・ワッツが、定期購読していた。

## 歴史
1947年に創刊。
広告収入の落ち込みにより、2010年7月号をもって休刊した。最後の表紙はジョン・コルトレーンだった。また同社から発売されていた音楽月刊誌『アドリブ』も同年5月に休刊していた。
スイング・ジャーナル社を退社したスタッフなどが立ち上げた新会社から、後継誌の様な形で『Jazz Japan』誌が2010年8月に創刊された。本誌最後の編集長三森隆文（7人目）も新雑誌創刊に加わった。